# Комори на Светском првенству у атлетици на отвореном 2017.
Комори су учествовали на Светском првенству у атлетици на отвореном 2017. одржаном у Лондону од 4. до 13. августа дванаести пут. Репрезентацију Комора представљао је један атлетичар који се такмичио у трци на 100 м.,.
На овом првенству такмичар Комора није освојио ниједну медаљу нити је остварио неки резултат.

## Учесници
Мушкарци:
- Ambdoul Karim Riffayn — 100 м

## Резултати

### Мушкарци
| Атлетичар             | Дисциплина | Лични рекорд | Предтакмичење | Предтакмичење | Квалификације | Квалификације | Полуфинале           | Полуфинале           | Финале               | Финале       | Детаљи |
| Атлетичар             | Дисциплина | Лични рекорд | Резултат      | Место         | Резултат      | Место         | Резултат             | Место                | Резултат             | Место        | Детаљи |
| --------------------- | ---------- | ------------ | ------------- | ------------- | ------------- | ------------- | -------------------- | -------------------- | -------------------- | ------------ | ------ |
| Ambdoul Karim Riffayn | 100 м      | 10,56        | 10,59 кв      | 4. у гр. 4    | 10,75         | 8. у гр. 2    | Није се квалификовао | Није се квалификовао | Није се квалификовао | 43 / 58 (62) |        |